# 虹子と啓介の交換日記
虹子と啓介の交換日記（にじことけいすけのこうかんにっき）は1962年に出版された交換日記である。サブタイトルは「裏から見た男女高校生の記録」。編集者は玉井美知子。
この交換日記および『受験番号5111―東大受験生の赤裸な日記』は1963年の第9回学校読書調査の結果において過去の名作に混じって上位となり、学生の読書傾向にメディアの影響が入る走りとなった。

## 交換日記（映画）
『交換日記』（こうかんにっき）は前述の『虹子と啓介の交換日記』を原作とする映画である。1963年5月、日活により配給された。